# 列沃庫姆斯科耶區
44°49′N 44°40′E / 44.817°N 44.667°E
列沃庫姆斯科耶區（俄语：Левокумский район），是俄羅斯的一個區，位於該國西南部，由斯塔夫羅波爾邊疆區負責管轄，面積4,687平方公里，2010年人口41,499，人口密度每平方公里8.85人。